# Sablia cyperi
Sablia cyperi är en fjärilsart som beskrevs av Jean Baptiste Boisduval 1840. Sablia cyperi ingår i släktet Sablia och familjen nattflyn. Inga underarter finns listade.